# Дмитриевка (посёлок, Зеленовский сельсовет)
Дмитриевка (Дмитриевские выселки) — упразднённый в 1982 году посёлок в Сосновском районе Тамбовской области России. Входил в состав Зелёновского сельсовета.

## География
Расположена была в пределах Окско-Донской равнины, в западной части района, у реки Польной Воронеж, примерно в четырёх километрах от села Зелёное.
Климат
Территория Дмитриевки находится, как и весь район, в умеренном климатическом поясе, и входит в состав континентальной климатической области Восточно-Европейской равнины. В среднем в год выпадает от 350 до 450 мм осадков. Весной, летом и осенью преобладают западные и южные ветра, зимой — северные и северо-восточные. Средняя скорость ветра 4-5 м/с.

## История
Посёлок Дмитриевка (Дмитриевские выселки) основан в 1926 году; основали, судя по названию, переселенцы из соседней деревни Дмитриевки.
Посёлок входил в колхоз имени Фрунзе (центр — село Зелёное).
На карте 1985 года обозначена как нежилая
Исключен из перечня населённых пунктов области в 1982 году.
На современной карте не обозначена.

## Население
В 1926 году 4 хозяйства с населением 25 человек (мужчин — 14, женщин — 11), по спискам сельскохозяйственного налога на 1928-29 гг. насчитано 14 хозяйств с населением 104 человек

## Инфраструктура
Было развито личное и коллективное хозяйство.

## Транспорт
Просёлочные дороги.